# Psilaster sladeni
Psilaster sladeni är en sjöstjärneart som beskrevs av Ludwig 1905. Psilaster sladeni ingår i släktet Psilaster och familjen kamsjöstjärnor. Inga underarter finns listade i Catalogue of Life.